# Gerlinde Strohmaier-Wiederanders
Gerlinde Strohmaier-Wiederanders (* 24. Dezember 1941 in Berlin) ist eine deutsche evangelische Theologin.

## Leben
Nach der Promotion 1971 zum Dr. theol. an der Humboldt-Universität zu Berlin und der Habilitation (Die Kirchenbauten Karl Friedrich Schinkels in Berlin und der Mark Brandenburg im Zusammenhang mit frömmigkeitsgeschichtlichen Tendenzen in der 1. Hälfte des 19. Jahrhunderts) 1977 ebenda lehrte sie ab 1988 als Hochschuldozentin und ab 1992 als Professorin für Christliche Archäologie, Kirchliche Kunst, Brandenburgische Kirchengeschichte an der Humboldt-Universität.

## Veröffentlichungen (Auswahl)
- Albrecht Dürers theologische Anschauungen. Evangelische Verlagsanstalt, Berlin 1975, OCLC 256917044 (zugleich Dissertation, HU Berlin 1971).
- Die Kirchenbauten Karl Friedrich Schinkels. Künstlerische Idee und Funktion. Evangelische Verlagsanstalt, Berlin 1981, OCLC 473998661.
- Geschichte vom Kloster Stift zum Heiligengrabe (= Monumenta Brandenburgica. Band 3). Nicolai, Berlin 1995, ISBN 3-87584-559-5.
- Monatsbilder. Von der Antike bis zur Romantik. Imagines anni. Gursky, Halle 1999, ISBN 3-929389-30-4.
- Darstellungen von Juden an und in der St. Maria-Magdalenen-Kirche in Eberswalde, in: Tanja Pilger, Markus Witte (Hrsg.): Mazel tov. Interdisziplinäre Beiträge zum Verhältnis von Christentum und Judentum, S. 401–420, Leipzig 2012, ISBN 3-374-03669-4 (u. a. zur „Judensau“-Darstellung in der Kirche).